# Божевільна і прекрасна
«Божевільна і прекрасна» (англ. Crazy/Beautiful) — американський художній повнометражний фільм 2001 року. Фільм також відомий під назвами «Божевільна і прекрасний» і «Божевільна і красивий».

## Сюжет
Дія картини розгортається в Лос-Анджелесі. В умовах сучасного американського суспільства, відбувається знайомство двох молодих людей. Головна героїня представниця американської еліти, що живе в роскоші і простодушно відноситься до життя, її коханий народжений в сім'ї мексиканських емігрантів. На фоні почуття, що виникло між ними, молоді люди переглядають своє відношення до життя, до суспільства, до моральних цінностей.

## В ролях
- Кірстен Данст
- Джей Ернандес
- Брюс Девісон
- Терін Меннінґ